# Praca i Zabezpieczenie Społeczne
Praca i Zabezpieczenie Społeczne (PiZS) – polski miesięcznik wydawany przez Polskie Wydawnictwo Ekonomiczne. Czasopismo zawiera artykuły o najnowszych rozwiązaniach i tendencjach w sferze prawa pracy, ubezpieczeń społecznych i zdrowotnych, zatrudnienia, polityki personalnej, warunków pracy i spraw socjalnych. Interpretuje i ocenia istniejące w Polsce regulacje prawne i ich przydatność oraz skuteczność.
Analizuje polskie ustawodawstwo z punktu widzenia harmonizacji z prawem europejskim. Publikuje przeglądy orzecznictwa Trybunału Sprawiedliwości Unii Europejskiej. Przedstawia orzeczenia Sądu Najwyższego i sądów apelacyjnych. Zamieszcza wyjaśnienia Państwowej Inspekcji Pracy, wskaźniki i aktualne składki ZUS oraz konsultacje Ministerstwa Pracy i Polityki Społecznej.
Czasopismo jest adresowane do pracowników naukowych, studentów i doktorantów, sędziów, adwokatów i radców prawnych, działaczy związków zawodowych, organizacji pracodawców, pracowników działów personalnych. PiZS znajduje się w wykazie czasopism naukowych prowadzonym przez Ministra Nauki i Szkolnictwa Wyższego z przyznaną liczbą 40 punktów.